# Elna Pehrsson
Elna Paulina Pehrsson, född Nilsson den 24 juli 1879 i Tullstorps församling, död 14 mars 1940 i Falsterbo församling, var en svensk lantbrukare och politiker. Hon var en av de tidiga kvinnliga högerpolitikerna. Hon var bland annat ordförande i Högerns kvinnoråd i Malmöhus län och drivande i arbetet inom Högerns centrala kvinnoråd. Under åren 1927–1929 grundade hon 83 klubbar i Skåne, Blekinge, Halland, Kronobergs och södra Kalmar län.

## Biografi
Elna Pehrsson var dotter till Bengta och Hans Nilsson. Fadern hade ett flertal förtroendeuppdrag, bland annat i kommunen och landstinget. Hon växte upp på Brunsbo gård i Stora Beddinge och utbildade sig först på Elementarskolan för flickor i Ystad. År 1898 avlade hon mogenhetsexamen (studentexamen) i Stockholm. Därefter var hon elev vid Apoteket i Trelleborg med avsikten att bli apotekare.
År 1899 överlät fadern Hans Nilsson Brunsbo gård på arrende till en kusin till Elna Nilsson, lantbrukaren Pehr L. Pehrsson från Torshög. Kusinerna gifte sig med varandra och fick tre pojkar. På gården med sina 150 tunnland odlades vete och sockerbetor enligt dåtidens metoder. Även hästavel och nötkreatursskötsel bedrevs. Gården hade flera anställda, allt från kokerska och trädgårdsmästare till jordbruksarbetare och djurskötare. Där fanns också en stor trädgård som bidrog till att göra hushållet självförsörjande. Maken avled dock redan 1923, endast 51 år gammal. Efter några år arrenderade Elna Pehrsson ut gården och 1934 sålde hon den och flyttade till Falsterbo.
Sommaren 1911 startade Elna Pehrsson en kurs i konservering för husmödrar. Kurslitteraturen skrev hon själv och varje vecka skickades denna ut i brevform. Kursdeltagarna lät sedan binda in breven som då blev boken Praktiska metoder för konservering av frukt och bär, grönsaker, fisk och skaldjur samt kött och fågel, och ingick i serien Hemmets handböcker. Den utkom första gången 1913 och följdes därefter av flera upplagor. Elna Pehrsson anordnade också kurser i matlagning, bakning och konservering för yngre kvinnor. Under utbildningens gång bodde de på gården.
Utöver konservering och matlagning ägnade sig Elna Pehrsson åt att föda upp höns och ankor, speciellt pekingankor. Hon fick många erkännanden vid utställningar inte bara runt om i Skåne utan också i Köpenhamn. På Brunsbo gård hänger än i dag 21 diplom tilldelade Elna Pehrsson. Även inom hemslöjdens område prisades hon. På Baltiska utställningen i Malmö 1914 fanns hon med i ett flertal aktiviteter och utställningar. Hon presenterade där sitt kunnande och även sina alster i form av konserverade produkter av olika slag.
För Elna Pehrsson blev samhällsengagemanget en naturlig del av livet. Hon startade tillsammans med kvinnor i trakten en lokalavdelning av Röda korset 1914, vilken 1915 blev Källstorps-Beddinge-Tullstorps Rödakorskrets. En djurens motsvarighet till Röda korset, Röda Stjärnan, bildades 1917. Uppgiften var att ta hand om krigsskadade hästar. År 1941 ändrades namnet till Blå Stjärnan.

### Politiska engagemang
Elna Pehrssons första politiska uppdrag var som ledamot i fattigvårdsstyrelsen 1918. År 1923 blev hon ordförande i pensionsnämnden. Hon var vice ordförande i barnavårdsnämnden 1926–1929 och återvaldes till och med 1933. Hon valdes in som ledamot i Arbetslöshetskommittén 1930. Hon var också ordförande i Högerns kvinnoråd i Malmöhus län. Hon var djupt engagerad i arbetet med att stimulera kvinnor att delta i det politiska arbetet för att därmed öka den kvinnliga representationen på alla politiska nivåer. Hon var med som en drivande kraft i bildandet av Högerns kvinnliga medborgarskola.
Hösten 1921 fanns Elna Pehrsson på tredje plats på Högerns riksdagslista till Andra kammaren i Malmöhus län. Detta var samma år som kvinnor för första gången fick rätten att rösta i riksdagsvalet. Listan toppades av Daniel Poppius, agronom från Norra Knästorp, och Johannes Fjellman, ryttmästare från Ystad. Elna Pehrsson kunde alltså ha blivit en av de allra första kvinnorna i riksdagens andra kammare. Men så blev det inte eftersom Högern endast erhöll två mandat i Malmöhus län.
Elna Pehrsson avled den 14 mars 1940 i Lund, 60 år gammal. Hennes grav finns på Tullstorp kyrkogård i Trelleborgs kommun.